# Elliott Bennett
Elliott Bennett (Telford, 18 dicembre 1988) è un ex calciatore inglese, di ruolo centrocampista.

## Palmarès

### Club

#### Competizioni nazionali
- Football League One: 1

Brighton: 2010-2011